# Ferrovia Taourirt-Nador
La ferrovia Taourirt–Nador è una linea ferroviaria a scartamento normale del Marocco. Si dirama dal tracciato della linea Tangeri–Oujda.

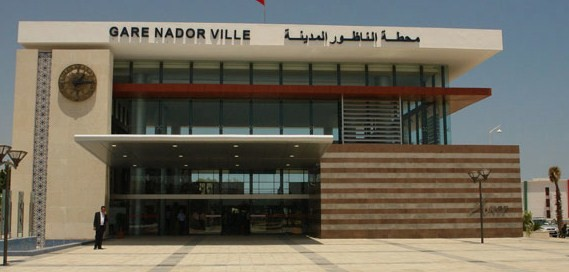
Stazione di Nador

Inaugurata nel luglio del 2009 dal re del Marocco Mohammed VI inizia a Taourirt e raggiunge Nador dopo un percorso di 110 km, con origine nel porto di Ben Ansar e un attraversamento sotterraneo di 3 km in galleria a doppio binario a Nador; collega anche le aree industriali della regione con prolungamento verso sud a Taourirt e 7 stazioni: Ben Ansar, Nador ville, Nador sud, Selouane, Hassi Berkane, Ouled Rahou e Melg El Ouidane.